# Igor Petrowitsch Petrenko

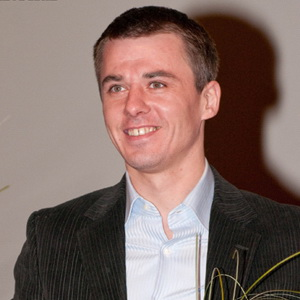
Igor Petrenko (2010)

Igor Petrowitsch Petrenko (russisch Игорь Петрович Петренко; * 23. August 1977 in Potsdam, DDR) ist ein russischer Schauspieler, der mit dem Staatspreis der Russischen Föderation ausgezeichnet wurde.

## Leben
Igor Petrenko wurde in Potsdam geboren, wo sein Vater als Oberst der Sowjetarmee in der Gruppe der Sowjetischen Streitkräfte in Deutschland gedient hatte. Als Petrenko drei Jahre alt war, zog er mit seiner Familie zurück nach Moskau.
Im Jahr 2000 beendete er sein Schauspielstudium an der Schtschepkin-Theaterhochschule in Moskau und wurde ins Maly-Theater aufgenommen. Seit 2001 spielt Petrenko in Film- und Fernsehproduktionen mit. Zu seinen ersten Hauptrollen gehört die Darstellung des Viktor in Der Fahrer für Vera (2004; Regie: Pawel Tschuchrai).
2013 spielte er den Detektiv Sherlock Holmes in der russischen Neuverfilmung des Werks von Arthur Conan Doyle.

## Privates
Von 2000 bis 2004 war Petrenko mit der Schauspielerin Irina Leonowa (* 1978) verheiratet. Am 31. Dezember 2004 heiratete Petrenko die Schauspielerin Jekaterina Klimowa (* 1978). Am 10. Juli 2014 wurde ihre Ehe, aus der zwei gemeinsame Kinder hervorgegangen sind, geschieden. Am 19. September 2016 heiratete Petrenko die Schauspielerin Kristina Dawidowna Brodskaja, mit der er drei gemeinsame Töchter hat.

## Filmografie
- 2000: «Simple Truths» – Sasha «Romeo»
- 2000: «Shakespeare’s Passion» | Episode # 50
- 2001: «Cleopatra» | film 8
- 2001: «Moscow Windows» – Leonid Terekhov
- 2001: «The Conditioned Reflex»
- 2001: «The Black Room» (cinema almanac) – Mitya
- 2002: «Willys» – Igor
- 2002: «Todeskommando Russland 2» (Звезда – Swesda) – Wolodja Trawkin
- 2003: «Knights of the Sea Star» – Igor
- 2003: «Carmen» – Sergey Nikitin
- 2003: «The Best City in the World» – Leonid Terekhov
- 2004: «A Driver for Vera» (Водитель для Веры – Woditel dlja Very) – Viktor
- 2004: «Sins of the Fathers» – Kalistratov Ivan Fomich
- 2004: «Name Day» – Victor, artist
- 2004: «Cadets» – Dobrov, lieutenant, platoon commander, son of a general
- 2006: «Wolfhound of the Gray Dogs» – Luchezar
- 2006: «Pechorin. Hero of Our Time» (Герой нашего времени – Ein Held unserer Zeit) – Petschorin
- 2007: «When you don’t expect her at all» (Ukraine) – Dmitry Klimov
- 2009: «Forbidden Reality»
- 2009: «Cream» – Ruslan Anatolyevich Bulavin
- 2009: «Taras Bulba» (Russland, Ukraine) – Andriy
- 2010: «We Are From The Future – 2» – Borman (Sergey Filatov)
- 2010: «The Retiree-2» – Victor Zimin
- 2010: «Robinson» – Alexander Robertson
- 2011: «“Cedar ”pierces the sky» – Sergey Vladimirovich Lykov
- 2011: «Breakaway» – Alexey Mitrokhin (Igor Granin)
- 2011: «Lucky Pasha» – Pavel Golubev
- 2011: «Everyone Has A War» – Boris
- 2012: «Dreams of Plasticine» (Russland, Ukraine) – Boris
- 2013: «7 Main Wishes» – Anton Tsvetkov
- 2013: «Baker Street, 221b | Movie №1» – Sherlock Holmes
- 2013: «Bulag»
- 2013: «Dear» Igor Sokolov (Falcon)
- 2013: «Rock, paper, scissors | Movie №2» – Sherlock Holmes
- 2013: «Look back» (short)
- 2013: «Daddy For Rent» – Ilja Petrowitsch Solomatin
- 2013: «Paiatsy | Movie №3» – Sherlock Holmes
- 2013: «Tamarka» – Maxim Dubrovsky
- 2013: «Sherlock Holmes»
- 2014: «The Alchemist. Elixir of Faust» – Andrey Sergeevich Nevelsky
- 2014: «Cancel All Restrictions» – Alexander Morozov
- 2015: «Non-Judicial» – Andrey Voronov
- 2015: «The Last Janissaries» (Russland, Ukraine) – Ermolai
- 2015: «Born To Be a Star» – Pavel Shakhovsky
- 2015: «The Mystery of the Snow Queen» – Van
- 2016: Viking – Varyazhko, the retainer of Prince Yaropolk
- 2016: «You All Infuriate Me» – Nikita, ex-fiance
- 2016: «Black Cat» – Victor Karatov
- 2016: «Foster Daughter» – Maxim Avdeev
- 2017: «The Frontier» – Vladimir
- 2017: «The Sleepers» – Andrey Rodionov
- 2018: «The Sleepers-2» – Andrey Rodionov
- 2018: «Pilgrim»
- 2018: «Decision to Liquidate» – Egor

## Theater (Auswahl)
- 2012: Leningradskij romans (Ленинградский романс)[4] von Alexei Arbusow; Inszenierung von Peter Stein

## Auszeichnungen
- 2002: Nika[5]

- 2002: Staatspreis der Russischen Föderation[6]